# Chaetocnema repens
Chaetocnema repens är en skalbaggsart som beskrevs av Mccrea 1973. Chaetocnema repens ingår i släktet Chaetocnema och familjen bladbaggar. Inga underarter finns listade i Catalogue of Life.